# Telkomcel
Telkomcel es un servicio de telecomunicaciones móviles ubicado en Timor-Leste, propiedad de Telekomunikasi Indonesia International (TL) S.A. La empresa se estableció el 17 de septiembre de 2012. Tiene tres áreas comerciales principales: servicios móviles, soluciones corporativas y servicios mayoristas e internacionales.
Desde su lanzamiento oficial el 17 de enero de 2013, Telkomcel ha atraído a más de 60.000 suscriptores móviles y brinda cobertura móvil al 95% de Timor-Leste.
El 24 de junio de 2013, Telkomcel se unió a Bridge Alliance, una alianza de operadores móviles de Asia, Australia y África.

## Servicio de red
Red de datos de Telkomcel compatible con la tecnología 3G High Speed Download Packet Access (HSDPA) que es capaz de transmitir datos a velocidades de hasta 14,4 Mbit/s. También están disponibles tecnologías anteriores como GPRS y EDGE. En la entrega de tecnología 3G, Telkomcel utiliza una frecuencia de 850 MHz. La ventaja de esta frecuencia es su capacidad para ofrecer una mayor cobertura, hasta tres veces la cobertura de la frecuencia de 2,1 GHz.